# Selo pri Žirovnici
Selo pri Žirovnici (Duits: Sellen bei Scheraunitz) is een plaats in Slovenië en maakt deel uit van de gemeente Žirovnica in de NUTS-3-regio Gorenjska. De plaats telde 309 inwoners op 1 januari 2020.